# Alexander Mach

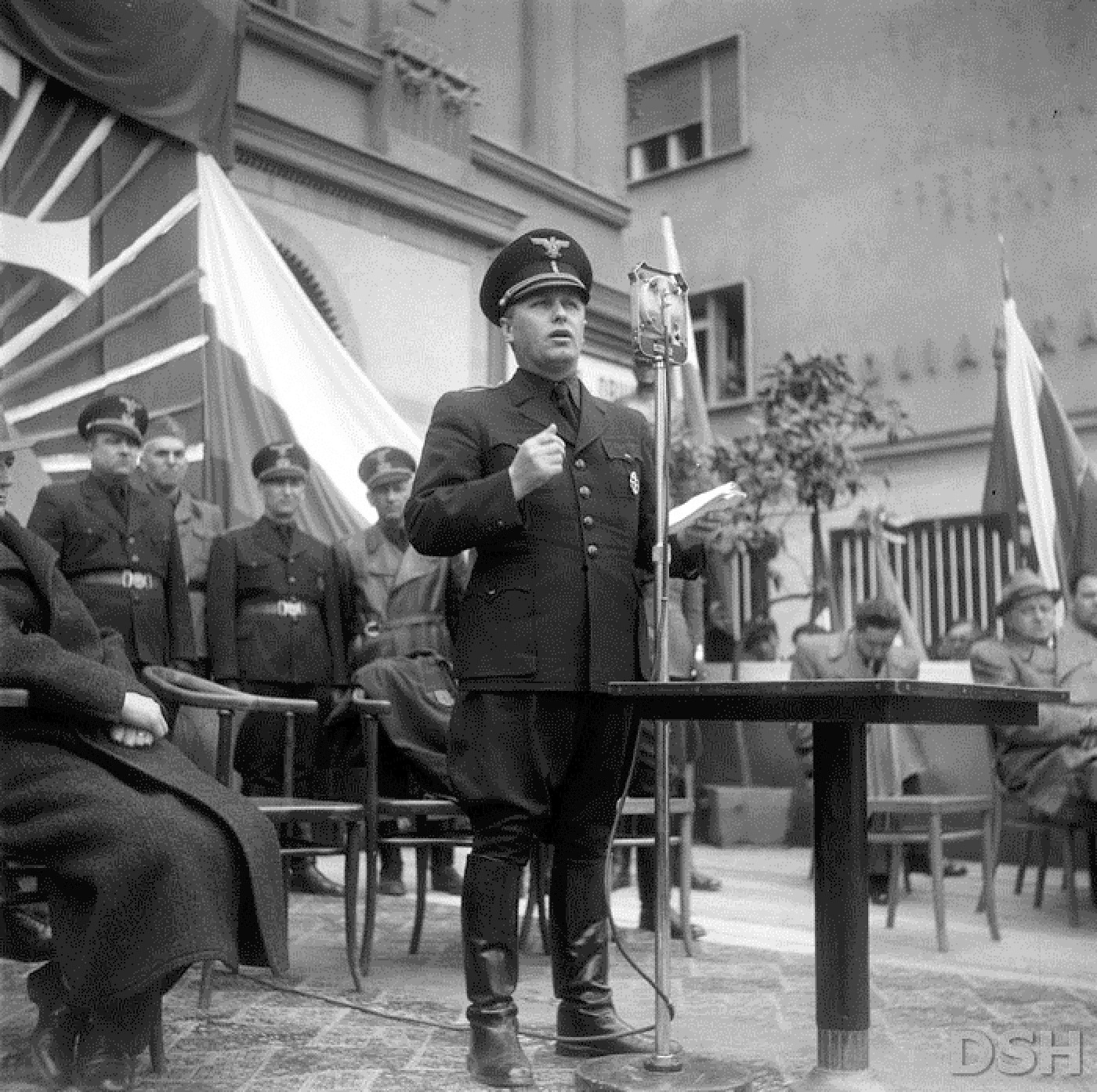
W czasie przemówienia

Alexander Mach, ps. Alexander Mach Mederský (ur. 11 października 1902 w Slovenský Meder, zm. 15 października 1980 w Bratysławie) – słowacki działacz polityczny, członek Słowackiej Partii Ludowej (HSĽS), szef Gwardii Hlinki, minister spraw wewnętrznych Państwa Słowackiego.

## Życiorys
Uczęszczał do seminarium duchownego w Ostrzyhomiu, a następnie w Trnawie. Nie został jednak księdzem, gdyż wybrał działalność polityczną. Od 1922 zakładał na Słowacji i działał w młodzieżowych organizacjach Słowackiej Partii Ludowej. Spotkał wówczas Vojtecha Tukę, redaktora pisma oficjalnego HSĽS „Slovák", który zatrudnił go w redakcji. Wkrótce objął funkcję w generalnym sekretariacie partii, a w 1924 został jej regionalnym szefem w Trenczynie. Reprezentował radykalne skrzydło HSĽS, głosząc antysemickie i antyczechosłowackie hasła. Uważał, że system państwowy istniejący w nowo powstałym państwie czechosłowackim to dyktatura wspierana przez żydowską finansjerę, a najlepszym wzorem dla niego był narodowy socjalizm wprowadzony przez Adolfa Hitlera w Niemczech.
Od 1923 współorganizował wraz z Tuką paramilitarne bojówki pod nazwą Rodobrana, które były wzorowane na włoskich faszystach. W 1938 stanął na czele Departamentu Propagandy HSĽS. W 1940 został przez Jozefa Tiso mianowany ministrem spraw wewnętrznych i szefem Gwardii Hlinki. Opowiadał się wówczas za bliską współpracą z nazistowskimi Niemcami. W latach 1942–1943 nadzorował akcję deportacji słowackich Żydów do obozów koncentracyjnych. Na początku kwietnia 1945, kiedy Armia Czerwona zbliżała się do Bratysławy, przedostał się do Austrii, gdzie został aresztowany przez Amerykanów. Po wydaniu go czechosłowackim władzom trafił do więzienia w Bratysławie. Pod koniec 1946 zaczął się wielki proces, w którym – oprócz Macha – byli oskarżeni także inni dygnitarze Państwa Słowackiego. W 1947 Mach został skazany na karę 30 lat więzienia, mimo że sam spodziewał się kary śmierci.
Po 1948 miał być jednym ze świadków na przygotowywanym procesie tzw. burżuazyjnych nacjonalistów z Komunistycznej Partii Czechosłowacji, ale ostatecznie nie doszło do niego. 9 maja 1968 roku został wypuszczony na wolność w wyniku amnestii ogłoszonej przez prezydenta Ludwika Svobodę.